# 文薈獎
文薈獎是臺灣官方所舉辦的身心障礙者藝文競賽活動，由文化部（前身為行政院文化建設委員會）自1998年起開始辦理，至2022年已辦理21屆。文薈獎的目的是為鼓勵身心障礙者從事藝文創作，抒發內心情感，啟發對生命的熱愛，同時培育文藝創作人才及發現身心障礙人士中的藝文新秀。 於2011年（第10屆）起，交由國立彰化生活美學館接續辦理。2014年起，除辦理徵文競賽，並將得獎作品在臺灣的北、中、南、東四區辦理巡迴展覽，除展出實體得獎作品外，並有線上有聲書及電子書供以閱覽。 

## 歴屆知名得獎者
- 蕭煌奇，是「文薈獎」第一屆詞曲創作組第一名得獎人。
- 作家游高晏，目前就讀於中央大學中文系，自2011年第10屆參加文學類國小組得到優選獎後，至2022年第21屆共有8次得獎紀錄，並已出版「我和地球人相處的日子」一書。 [5]
- 插畫家詹政融（杉林Shanlin），於第19屆獲得圖畫書類第一名[6][7][8]。